# Gargnano
Gargnano là một đô thị thuộc tỉnh Brescia trong vùng Lombardia của Ý, giáp với hồ Garde. Gargnano có diện tích 78 km2, dân số 3.016 người.
Đô thị này giáp với các đô thị sau: Brenzone (VR), Capovalle, Tignale, Torri del Benaco (VR), Toscolano-Maderno, Valvestino, Vobarno.